# HMS Terror (1813)
L'HMS Terror era una bombarda dissenyada per Sir Henry Peake i construïda per a la Royal Navy a les drassanes de Davy, Topsham, Devon, el 1813. El vaixell, de 325 tones BOM (Builder's Old Measurement) estava armat amb dos morters, un de 330 mm i l'altre de 250 mm.

## Carrera militar
L'HMS Terror va entrar en servei durant la Guerra Anglo-Americana de 1812-1815. Sota el comandament de John Sheridan va participar en el bombardeig de Stonington, Connecticut, del 9 al 12 d'agost de 1814 i de Fort McHenry, en la batalla de Baltimore, el 13 i 14 de setembre de 1814. Aquest darrer atac inspirà a Francis Scott Key a escriure el poema conegut com "The Star-Spangled Banner". El gener de 1815, encara sota el comandament de Sheridan, el Terror participà en la batalla de Fort Peter i l'atac a St. Marys, Geòrgia.
En finalitzar la guerra el Terror no tornà a entrar en servei fins al 1828, quan va ser enviat al Mediterrani sota el comandament de David Hope. El 18 de febrer de 1828 va encallar en una platja prop de Lisboa, com a resultat d'un huracà. Un cop reflotat i reparat va ser retirat del servei.

## Carrera científica

### Àrtic
El 1836 el comandament del Terror li fou donat a George Back per realitzar una expedició per la zona nord de la badia de Hudson, amb l'objectiu d'arribar fins a Repulse Bay, i des d'allà enviar expedicionaris a peu ter tal de determinar si la península de Boothia era una illa o una península. Amb tot, el Terror no va arribar a Repulse Bay, quedant atrapat pel gel durant 10 mesos a l'illa Southampton. La primavera del 1837 la col·lisió amb un iceberg va danyar greument la nau, però Back fou capaç de fer-lo arribar fins a la costa irlandesa, a Lough Swilly.

### Antàrtida
El Terror va ser reparat i assignat a un nou viatge a l'Antàrtida en companyia del HMS Erebus sota el comandament de James Clark Ross. Francis Crozier va ser nomenat comandant del Terror durant l'expedició, la qual va durar de 1840 a 1843, durant el qual el Terror i l'Erebus van fer tres incursions en aigües de l'Antàrtida, travessant el mar de Ross, dues vegades, i navegant pel mar de Weddell, al sud-est de les Illes Malvines. El mont Terror, a l'illa de Ross, descobert durant l'expedició, va ser nomenat en honor del vaixell.

### De nou a l'Àrtida
L'HMS Erebus i l'HMS Terror foren equipats amb un motor de vapor de 20 cavalls de força i se'ls reforçà el casc amb ferro pel seu proper viatge a l'Àrtida amb John Franklin. El comandament del Terror fou donat de nou a Crozier. A l'expedició se li encarregà recollir dades sobre el magnetisme a l'Àrtida canadenca, alhora que intentaria la travessia del Pas del Nord-oest.
L'expedició va salpar de Greenhithe (Anglaterra) el matí del 19 de maig de 1845 i foren vistes per darrera vegada a principis d'agost de 1845 entrant a la badia de Baffin. La desaparició de l'expedició de Franklin va desencadenar un esforç titànic per descobrir què els havia passat. La sort dels expedicionaris es va anar revelant en una sèrie d'expedicions de recerca que tingueren lloc entre 1848 i 1866 per l'Àrtida canadenca. Ambdues naus havien quedat bloquejades pel gel, sent abandonades pels seus tripulants, els quals van anar morint de fam i per les dures condicions viscudes en un intent desesperat per arribar a peu fins a Fort Resolution, a la badia de Hudson, uns 1000 km al sud-oest. A partir de les troballes realitzades per les expedicions i per autòpsies practicades a alguns cadàvers localitzats es suggereix que una combinació de fred, fam, incloent l'escorbut i malalties com la pneumònia i la tuberculosi, totes agreujades per l'enverinament per plom, van produir la mort de la totalitat l'equip de Franklin. Es van trobar marques de tall de ganivet als ossos d'alguns dels tripulants i es van interpretar com a signes de canibalisme.
El 12 de setembre del 2016, les restes del Terror foren localitzades al sud-oest de l'Illa del Rei Guillem, d'aquesta manera trobant els dos vaixells que participaren en l'expedició perduda de Franklin, el 1845. L'HMS Terror forma part del catàleg d'indrets històrics nacionals fet per Parcs Canadà.